# Pyxicephalus
A Pyxicephalus a kétéltűek (Amphibia) osztályába, a békák (Anura) rendjébe és a  Pyxicephalidae családjába tartozó nem.

## Elterjedése
A nembe tartozó fajok Afrika Szaharától délre fekvő területein honosak.

## Rendszerezés
A nembe az alábbi négy faj tartozik:
- Pyxicephalus angusticeps Parry, 1982
- Pyxicephalus adspersus Tschudi, 1838
- Pyxicephalus edulis Peters, 1854
- Pyxicephalus obbianus Calabresi, 1927